# Teresa (Max Gazzè)
Teresa è il quarto singolo estratto dall'album Maximilian, del cantautore italiano Max Gazzè, pubblicato il 7 ottobre 2016.

## Video musicale
Il video musicale del brano, pubblicato sui canali YouTube e Vevo, è stato diretto da Fabrizio Conte e Luca Tartaglia, il cui soggetto è stato scritto in collaborazione con Morris Bragazzi.

## Descrizione
Il brano racconta di un litigio di coppia, degli ostacoli della convivenza e della nostalgia di quando si abita con i genitori. "Teresa viene descritto come un brano visionario e onirico che riflette sulla vita e sulle dinamiche di coppia, la canzone chiude una simbolica trilogia dei sentimenti iniziata con “La vita com’è” (inno alla spensieratezza e al non prendersi troppo sul serio) e proseguita con “Ti sembra normale” (la razionalità che si scontra con l’irrazionalità)."
(Max Gazzè)
Alla rivista Vanity Fair, Gazzé spiega l'origine del brano e dell'idea che sviluppa:
(Max Gazzè in "Chiara Colasanti, Max Gazzè: «Per amore non convivo», Vanity Fair, settembre 2016)

## Tracce
Testi e musiche di Max Gazzè e Francesco Gazzè.
1. Teresa – 3:40

## Formazione
- Max Gazzè - voce, cori, basso, sintetizzatore, programmazione
- Clemente Ferrari - pianoforte, sintetizzatore
- Cristiano Micalizzi - batteria
- Alessandro Ciuffetti - chitarra
- Francesco De Benedittis - sintetizzatore, programmazione
- Giorgio Baldi - chitarra
- Marta Silvestri, Federica Franchetto, Stefania Corona - cori